# Pinnaspis uvariae
Pinnaspis uvariae är en insektsart som först beskrevs av Cockerell och Robinson 1914.  Pinnaspis uvariae ingår i släktet Pinnaspis och familjen pansarsköldlöss.
Artens utbredningsområde är Filippinerna. Inga underarter finns listade i Catalogue of Life.